# Río Sorn

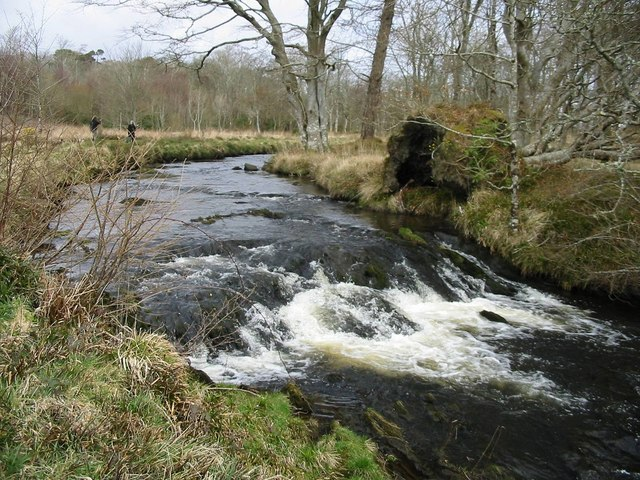
Río Sorn cerca de Redhouses

El Río Sorn es un pequeño río de la isla escocesa de Islay. Al estar drenando Loch Finlaggan y habiendo reunido las aguas de Allt Ruadh y Ballygrant Burn, fluye hacia el suroeste para ingresar al mar en el pueblo de Bridgend en la cabecera de Loch Indaal . 